# James Wiseman
James Monteinez Wiseman (Nashville, 31 maart 2001) is een Amerikaans basketballer.

## Carrière
Wiseman speelde collegebasketbal voor de Memphis Tigers maar stelde zich in 2019 kandidaat voor de draft van 2020 na problemen rondom zijn speelgerechtigheid. Hij werd als tweede gekozen in de eerste ronde door de Golden State Warriors. Hij maakte zijn debuut voor hen op 22 december 2020 tegen de Brooklyn Nets. Hij was met zijn leeftijd van 19 jaar en 266 dagen meteen ook de jongste center aller tijden die voor de Warriors speelde . Hiervoor was dat Joe Smith. Daarnaast is Wiseman de derde jongste speler aller tijden voor de Warriors. Enkel Andris Biedrins en Anthony Randolph speelde nog op jongere leeftijd voor de Golden State Warriors. Op 11 april werd bekendgemaakt dat Wiseman een zware blessure had. Hij onderging een operatie en was out voor de rest van het seizoen.
In zijn tweede seizoen verdween hij een beetje op de achtergrond door de blessure en speelde een deel van het seizoen voor de opleidingsploeg Santa Cruz Warriors. Hij werd even teruggeroepen naar de eerste ploeg maar mocht al snel voort revalideren bij de opleidingsploeg. Op 19 maart werd bekendgemaakt dat het seizoen erop zat voor Wiseman door een complicatie in de herstelperiode van de blessure. In de zomer van 2022 keerde hij terug in de NBA Summer League voor de Golden State Warriors. Hij speelde daarna 21 wedstrijden voor de Warriors maar kon zich nooit in de ploeg spelen.
Op 9 februari 2023 werd hij geruild naar de Detroit Pistons in een ruil waarbij ook de Atlanta Hawks en de Portland Trail Blazers betrokken waren. Andere spelers in de ruil waren: Saddiq Bey, Kevin Knox, Gary Payton II en meerdere draftpicks. In de zomer van 2024 tekende hij een contract bij de Indiana Pacers. In februari 2025 werd hij geruild naar de Toronto Raptors samen met een geldsom voor een drafkeuze. In juli van dat jaar keerde hij terug naar Indiana Pacers.

## Erelijst
- NBA-kampioen: 2022

## Statistieken

### Regulier seizoen
| Seizoen  | Team                  | WG  | WS | MPW  | 2P%  | 3P%  | FW%  | RPW | APW | SPW | BPW | PPW  |
| -------- | --------------------- | --- | -- | ---- | ---- | ---- | ---- | --- | --- | --- | --- | ---- |
| 2020/21  | Golden State Warriors | 39  | 27 | 21,4 | 51,9 | 31,6 | 62,8 | 5,8 | 0,7 | 0,3 | 0,9 | 11,5 |
| 2022/23  | Golden State Warriors | 21  | 0  | 12,5 | 62,8 | 50,0 | 68,4 | 3,5 | 0,7 | 0,1 | 0,3 | 6,9  |
| 2022/23  | Detroit Pistons       | 24  | 22 | 25,2 | 53,1 | 16,7 | 71,2 | 8,1 | 0,7 | 0,2 | 0,8 | 12,7 |
| 2023/24  | Detroit Pistons       | 63  | 6  | 17,3 | 61,3 | 0    | 70,6 | 5,3 | 0,9 | 0,2 | 0,6 | 7,1  |
| Carrière | Carrière              | 147 | 55 | 19,0 | 56,0 | 26,7 | 68,1 | 5,6 | 0,7 | 0,2 | 0,7 | 9,1  |

00 Kuminga ·
0 Payton ·
1 Lee ·
2 Chiozza ·
3 Poole ·
4 Moody ·
5 Looney ·
8 Bjelica ·
9 Iguodala ·
11 Thompson ·
12 Weatherspoon ·
22 Wiggins ·
23 Green ·
30 Curry ·
32 Porter ·
33 Wiseman ·
95 Toscano-Anderson ·
Coach Kerr